# Stazione di Brėst Centrale
La stazione di Brėst Centrale (in bielorusso Брэст-Цэнтральны?, Brėst-Cėntral'ny) è la stazione ferroviaria principale di Brėst, in Bielorussia.

## Storia
Il primo edificio della stazione di Brest fu costruito nel 1886 su progetto degli architetti E. Gorbunov, V. Lorberg e L. Nicolai, e inaugurato il 28 maggio 1886 alla presenza dell'imperatore Alessandro III di Russia.
La prima stazione fu costruita in stile russo-bizantino con quattro torri d'acqua. La stazione era dotata di riscaldamento dell'acqua. I padiglioni per i passeggeri di 1ª e 2ª classe avevano pavimenti in parquet, mentre quelli di 3ª classe in asfalto. Ben presto la stazione divenne la prima nelle ferrovie russe a disporre di illuminazione elettrica: 160 lampadine da 20 candele apparvero nei padiglioni e sui binari e 12 luci da 50 candele illuminarono la piazza della stazione.
Nel 1915, durante la prima guerra mondiale, l'edificio della stazione fu distrutto dalle truppe imperiali russe in ritirata; in seguito, le autorità polacche ricostruirono un nuovo edificio.
Nel 1949, il maresciallo Kliment Vorošilov, in visita a Brest, contribuì all'adozione della decisione sulla ricostruzione della stazione, che si è svolta nel 1953-1957.

## Architettura
La stazione ferroviaria di Brest ha un volume centrale con una hall a 2 luci, sale d'attesa, uffici e locali ausiliari. Le ali laterali sono unite all'edificio principale da una fascia superiore comune e da una fila di piloni a pianta quadrata. La sala d'attesa è decorata con un mosaico smaltato sul tema della difesa della fortezza di Brest realizzato nel 1973.

## Treni internazionali
| Treno n. | Destinazioni            |
| -------- | ----------------------- |
| 003/007  | Mosca - Brest           |
| 017      | Mosca - Nizza           |
| 137      | Brest - Praga           |
| 095      | Mosca - Brest           |
| 151      | Brest - San Pietroburgo |
| 103      | Novosibirsk - Brest     |
| 125      | Brest - Varsavia        |
| 119      | Brest - Terespol        |
| 123      | Brest - Terespol        |

## Galleria d'immagini

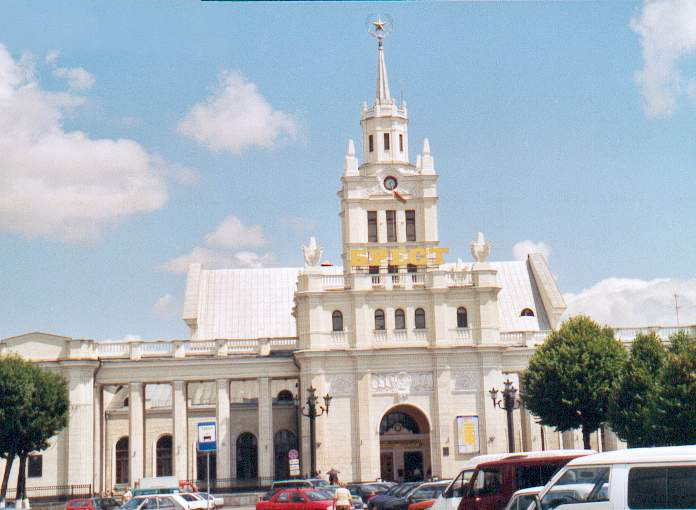
Edificio della stazione
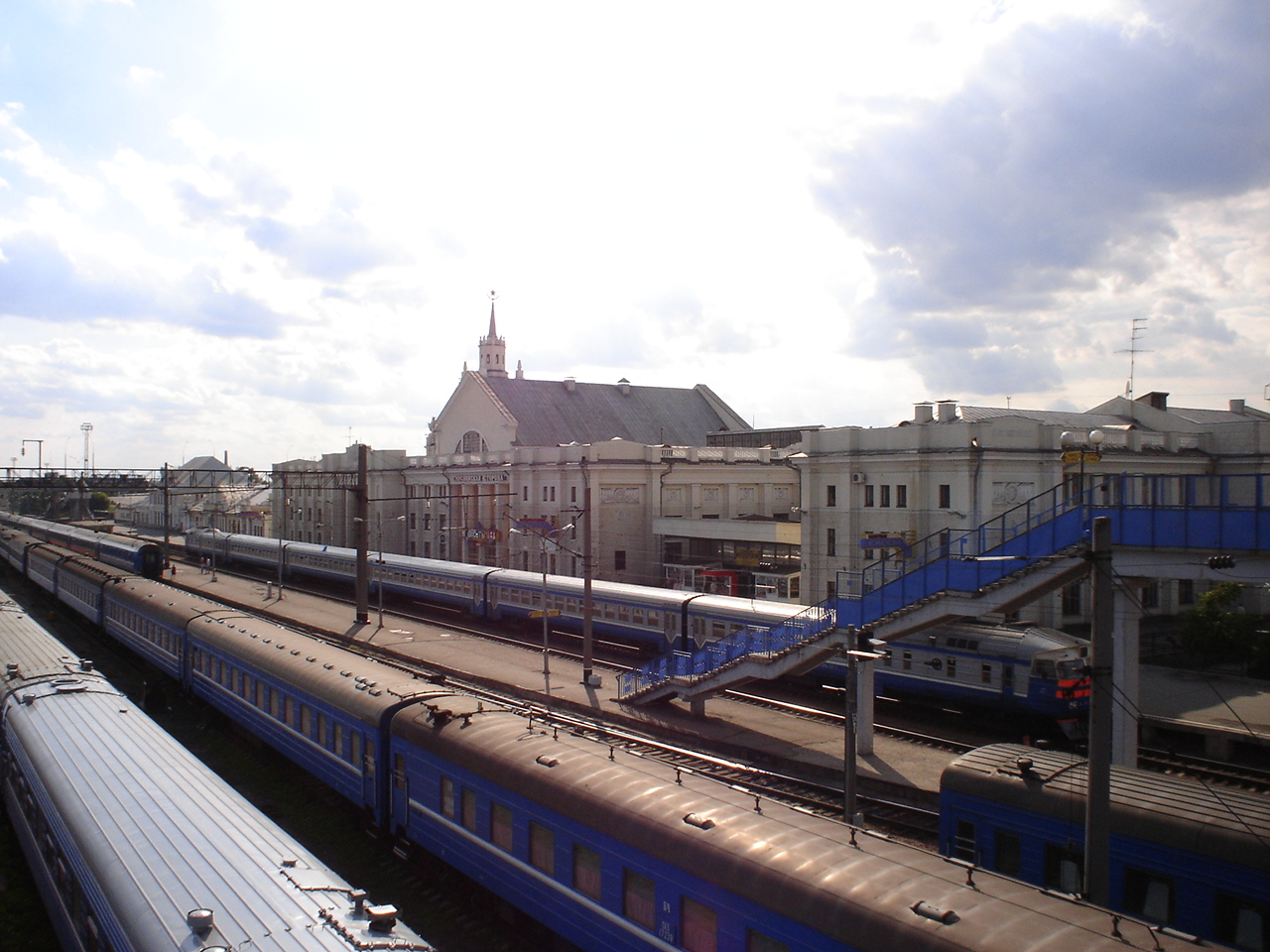
Binari
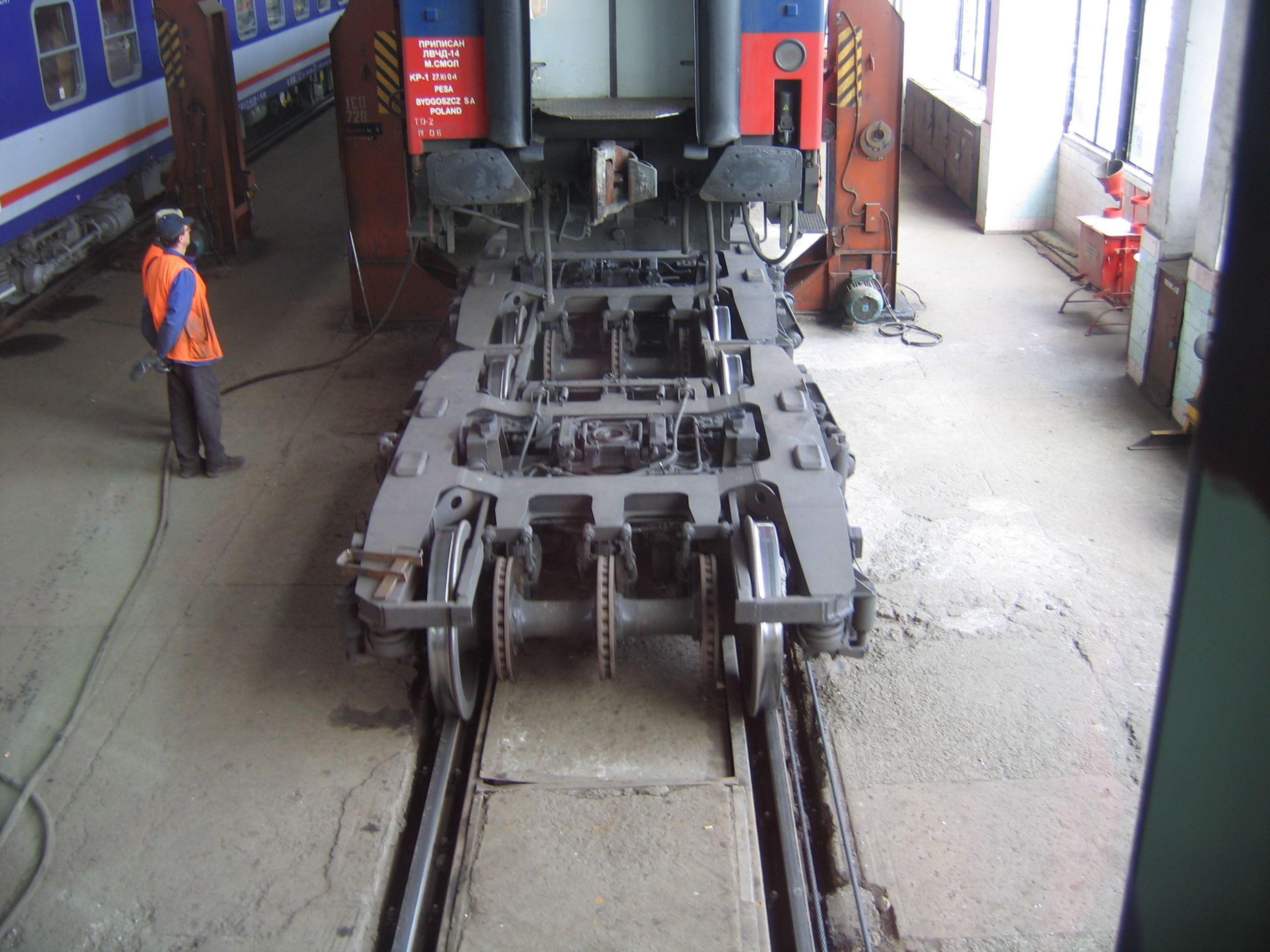
Deposito
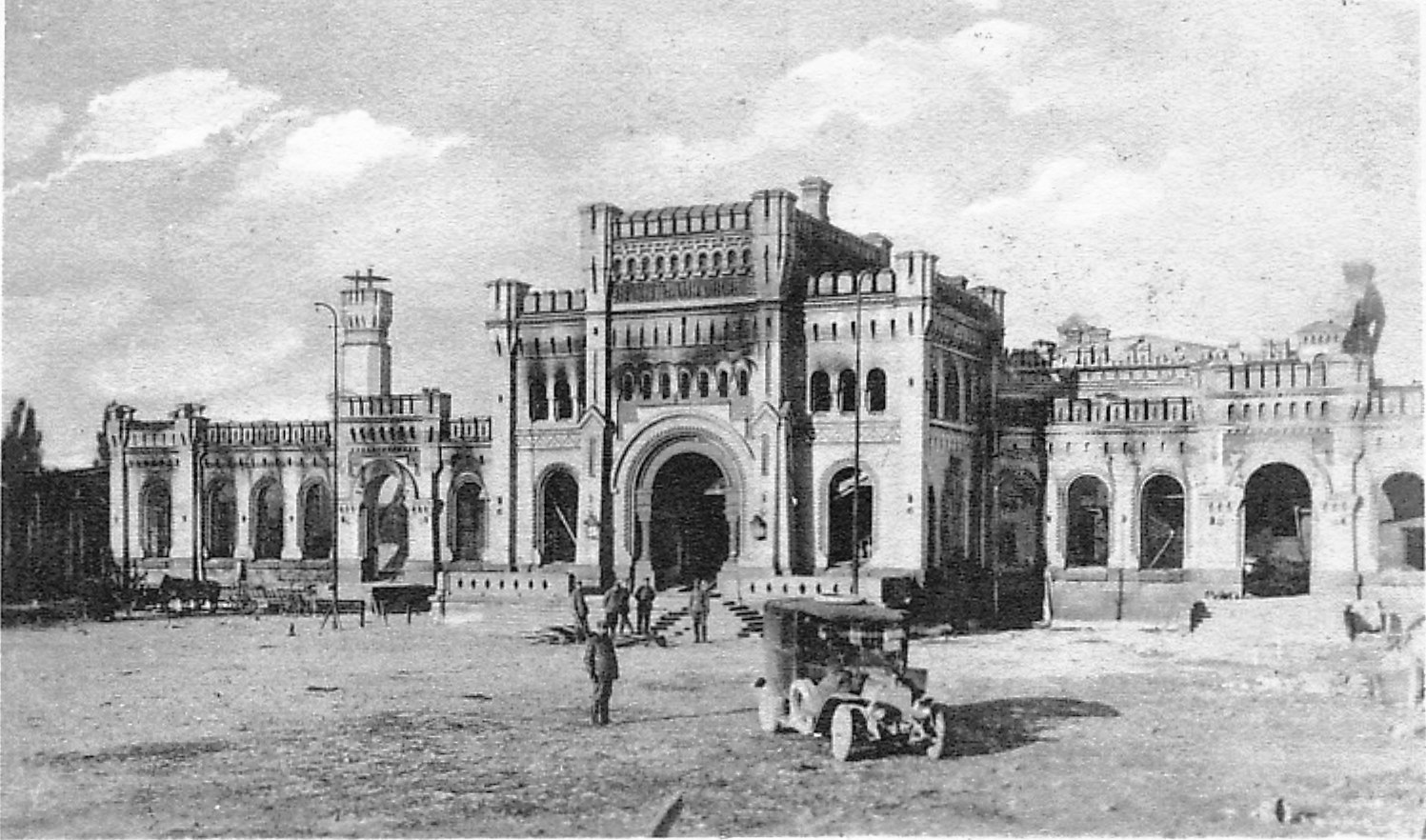
La stazione ferroviaria nel 1915
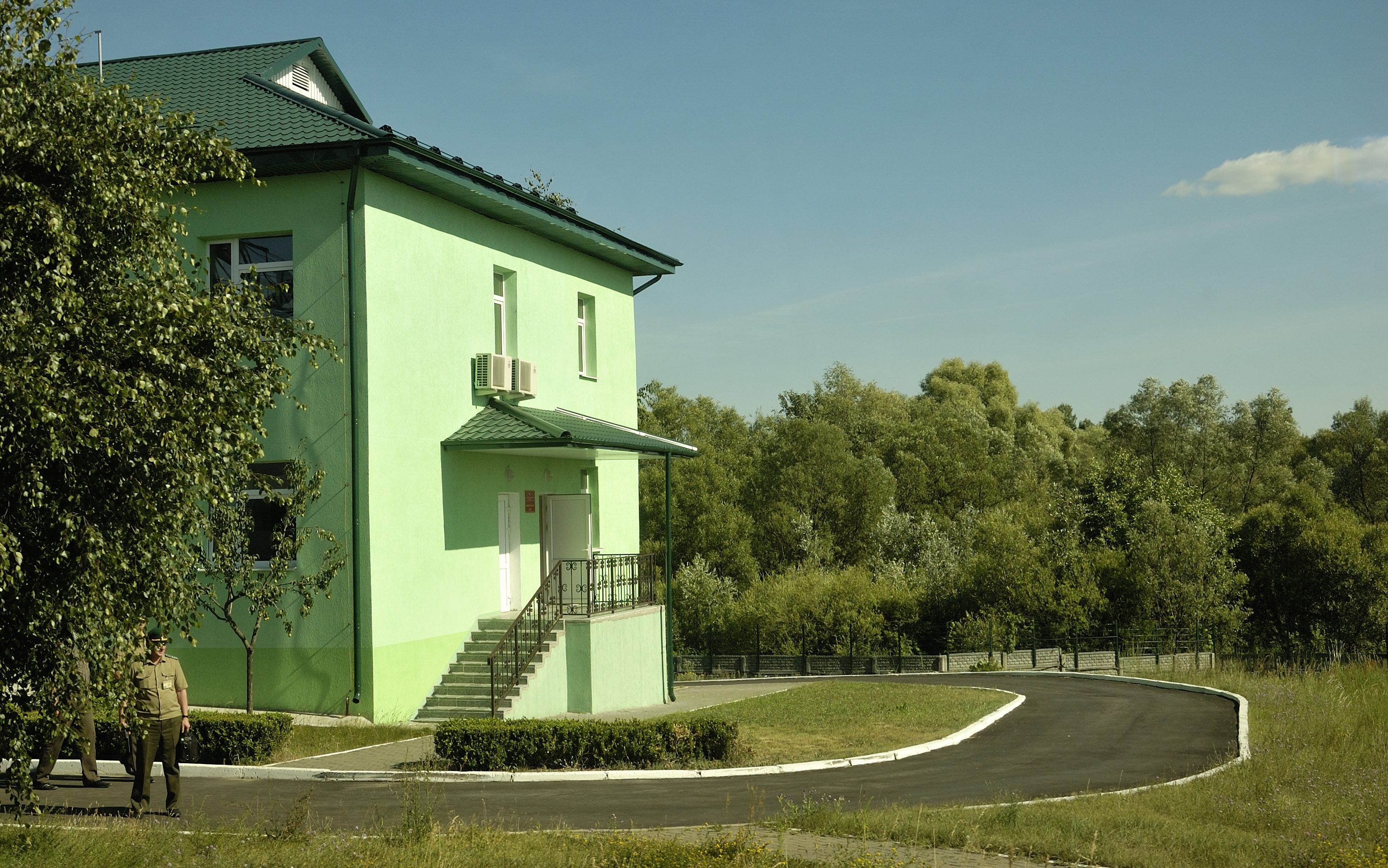
Posto di frontiera